# کیبیتسرایهه
کیبیتسرایهه (به آلمانی: Kiebitzreihe) یک شهر در آلمان است که در اشتاینبورگ واقع شده‌است.
 کیبیتسرایهه  ۲٬۲۵۵ نفر جمعیت دارد.